# Hatis
Hatis (armeniska: Հատիս) är ett berg i Armenien. Det ligger i provinsen Kotajk, i den centrala delen av landet, 23 kilometer nordost om huvudstaden Jerevan. Toppen på Hatis är 2 528 meter över havet, eller 510 meter över den omgivande terrängen. Bredden vid basen är 6,6 km.
Terrängen runt Hatis är huvudsakligen lite bergig. Närmaste större samhälle är Abovjan, 9,6 kilometer sydväst om Hatis. 
Trakten runt Hatis består i huvudsak av gräsmarker. Runt Hatis är det ganska tätbefolkat, med 149 invånare per kvadratkilometer.